# Pasiones (Bach)
Johann Sebastian Bach escribió cinco pasiones para los servicios del Viernes Santo, de las cuales una es para doble coro, conforme a su obituario.

## Pasiones
Dos obras se han conservado hasta nuestros días: 
- La Pasión según San Mateo, BWV 244 (1727, 1729, rev. 1736, 1742), esta última con doble coro.
- La Pasión según San Juan, BWV 245 (interpretada en 1724, 1725, 1732 & 1749).

La Pasión según San Juan, BWV 245 fue descrita como más realista, de ritmo más rápido y más angustiosa que la reflexiva y resignada Pasión según San Mateo. Asimismo, la Pasión según San Juan es más corta y cuenta con una orquestación más sencilla que la Pasión según San Mateo. 
En la década de 1960 se hizo cada vez más común interpretar las pasiones de Bach con agrupaciones relativamente pequeñas.
Las pasiones escritas por Bach en Leipzig fueron interpretadas en vísperas en Viernes Santo, alternando entre las iglesias principales de Santo Tomás y San Nicolás. El orden del servicio fue el siguiente:
1. Himno: Da Jesus an den Kreuze stund
2. Pasión, parte 1
3. Sermón
4. Pasión, parte 2
5. Motete: Ecce quomodo moritur en el arreglo de Jacob Handl.
6. Versículo y colecta
7. Bendición
8. Himno: Nun danket alle Gott

### Pasión según San Mateo, BWV 244
La Pasión según San Mateo, BWV 244 es una pasión oratórica escrita para voces solistas, doble coro y doble orquesta por Johann Sebastian Bach.
El texto del libreto está basado, por una parte, en los capítulos 26 y 27 del evangelio de San Mateo en la traducción de Martín Lutero y, por otra parte, en poesías del escritor Christian Friedrich Henrici (también conocido como Picander) y en corales luteranos relacionados con la pasión. Consta de dos grandes partes conformadas por 68 números. El texto del evangelio es cantado literalmente por un evangelista, y las personas de la trama (Cristo, Judas, Pedro, etc.) por los demás solistas. Alrededor del texto bíblico se agrupan coros, corales, recitativos y arias con la intención de interpretar el texto. Con una duración de más de dos horas y media (en algunas interpretaciones incluso más de tres horas), es la obra más extensa del compositor. Es una obra central de la música artística (Hubert Parry la ha definido como el más rico y noble ejemplo de la historia de la música sacra).

### Pasión según San Juan, BWV 245
La Pasión según San Juan, BWV 245 es una pasión oratórica escrita para voces solistas, coro y orquesta por Johann Sebastian Bach en las fechas previas al Viernes Santo de 1724.
Está basada en los capítulos 18 y 19 del evangelio de San Juan. Las palabras de la apertura, las arias, los recitativos y los corales se tomaron de diferentes fuentes, entre otras, de la Pasión según San Mateo y de la traducción que Martín Lutero había hecho de la Biblia.

### Pasión según San Lucas, BWV 246
La Pasión según San Lucas, BWV 246 es una copia hecha por Bach de una pieza anónima. Fue publicada en las obras completas de la Bach Gesellschaft (vol. xlv/2) si bien es considerada apócrifa, con la posible excepción de la introducción de la segunda mitad. Bach aportó algo de música a la Pasión según San Marcos de Reinhard Keiser cuando la interpretó en Weimar en 1713, y añadió corales para las interpretaciones que tuvieron lugar en Leipzig en 1725.

### Pasión según San Marcos, BWV 247
La Pasión según San Marcos, BWV 247 fue escrita por Bach en 1731. Pero se desconoce cuáles son las restantes obras desaparecidas. El libreto de Picander para la Pasión según San Marcos de Bach se creyó que había sido destruido en el bombardeo de Dresde en la Segunda Guerra Mundial, pero la copia recuperada parece mostrar que la obra era una parodia de música de la célebre Trauer-Ode, Laß, Fürstin, laß noch einen Strahl, BWV 198, y que ciertos coros fueron empleados también en el Oratorio de Navidad.